# Saint-Joseph (Nuevo Brunswick)
Saint-Joseph es una parroquia canadiense situada en la provincia de Nuevo Brunswick.

## Superficie
Saint-Joseph tiene una superficie de 321,42 km².

## Demografía
En 2021, tenía 1549 habitantes, una densidad poblacional de 4,8 hab./km², y 723 viviendas.